# Pupparin
Il pupparìn o pupparino (anche puparìn) è un'imbarcazione della Laguna di Venezia, dotata di forme molto eleganti, seconde soltanto a quelle della gondola.

## Descrizione

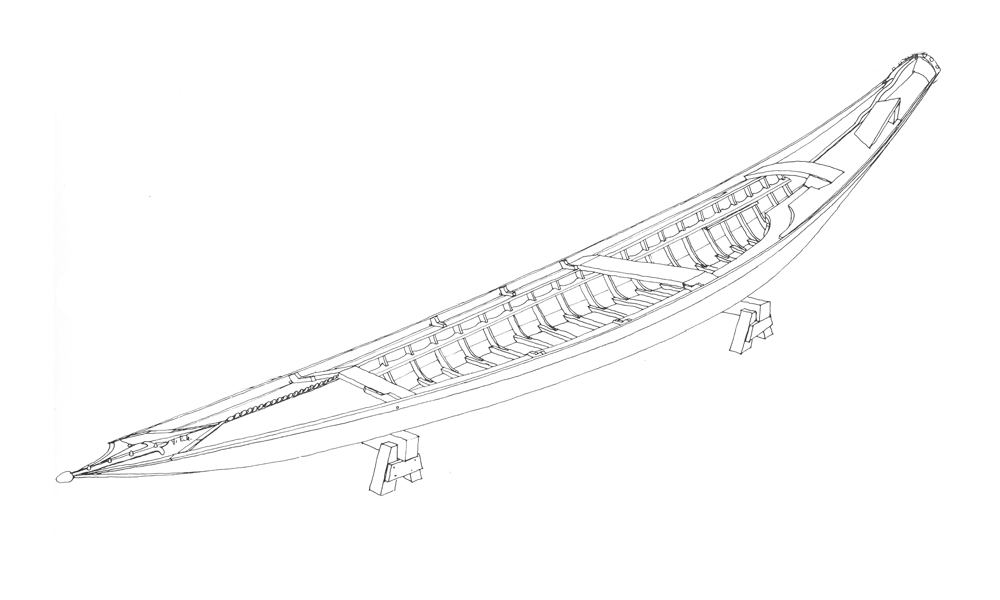
Disegno rappresentativo di un pupparino da regata

Facente parte della grande famiglia dei sandoli, il pupparin è lungo tra i 9 e 10 metri e largo 1,20 metri; ma ne esistono (come in tutte le barche tradizionali veneziane) molteplici versioni anche se tutte molto simili: esistono quelli da regata (e anch'essi di 2 tipologie), quelli a 2 o 4 remi che si differenziano nelle misure.
Pur essendo un tipo di sandolo, è l'unica imbarcazione lagunare oltre alla gondola ad avere una struttura asimmetrica. L'asimmetria serve per la vogata a un solo vogatore e permette all'imbarcazione di scivolare sull'acqua di taglio creando una minore resistenza idrodinamica e un profilo migliore. Presenta una struttura diversificata anche longitudinalmente, il proviere (colui che voga a prua) voga a livello dell'acqua su pagliolo, mentre il poppiere voga su una postazione sopraelevata all'altezza dei fianchi, come nella gondola. Può ricordare la gondola inoltre per la forcola col comio e l'alta postazione del poppiere sulla coperta.
Può essere utilizzato a due remi ed anche a quattro. Il suo peso varia dai 250 ai 375 kg. Esso presenta un ferro da prova simile a quello del sandolo. La coda della poppa può essere dritta o incurvata come nella gondola.
Il suo profilo sottile e affilato, oltre allo slancio audace della prua e della poppa, fanno del pupparin una delle imbarcazioni tecnicamente più perfette, e testimonia l’eccezionale grado di perfezione raggiunta nei secoli dai maestri d’ascia veneziani.

## Utilizzo
Per la sua raffinatezza, il pupparin nei secoli passati veniva usato da alcune famiglie patrizie veneziane come barca da casada o come barca da vigilanza, ovvero come imbarcazione privata della famiglia (la casada appunto), segno di elevata condizione sociale. Le ricche decorazioni di queste barche portavano i colori della famiglia di appartenenza. 
Oramai il pupparin viene utilizzato principalmente nelle regate dei giovanissimi (13-19 anni) e in alcune regate degli uomini.  

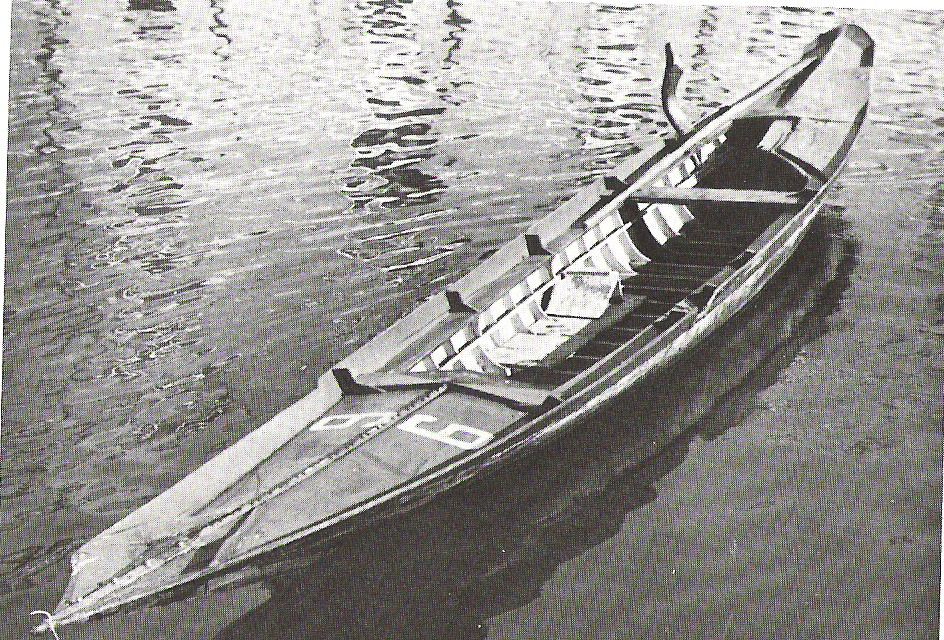
Foto di un vecchio pupparino pronto per la regata (si nota la forcola da pope)

Il pupparin, essendo una barca briscolosa, ovvero che  rolla molto (poca stabilità nautica), ha un utilizzo più difficoltoso della gondola.